# 小花野葛
小花野葛（学名：Pueraria stricta）为豆科葛属的植物。分布在缅甸、泰国以及中国大陆的云南等地，生长于海拔1,500米至1,600米的地区，一般生于林中以及草地上，目前尚未由人工引种栽培。

## 异名
- Pueraria collettii Prain